# Aaron Paul
Aaron Paul, pseudonimo di Aaron Paul Sturtevant (Emmett, 27 agosto 1979), è un attore statunitense.
È conosciuto principalmente per il ruolo di Jesse Pinkman nell'acclamata serie televisiva Breaking Bad, con il quale si è aggiudicato tre Premi Emmy come miglior attore non protagonista in una serie drammatica ed ottenuto una candidatura al Golden Globe.

## Biografia
Paul è nato a Emmett, nell'Idaho, ed è figlio di Darla Haynes e di Robert Sturtevant, un ministro battista; è il più giovane di cinque fratelli. Ha origini inglesi, tedesche e scozzesi. Ha frequentato la Centennial High School a Boise, sempre nell'Idaho, diplomandosi con un anno di anticipo nel 1998: finita la scuola si trasferì a Los Angeles con sua madre. Prima di diventare famoso apparve in un episodio della versione americana di Ok, il prezzo è giusto! andata in onda il 3 gennaio 2000. Lavorò anche come assistente agli Universal Studios di Hollywood, California.
Nel 1996 Paul andò a Los Angeles per la competizione "The International Modeling and Talent Association"; si classificò secondo e firmò un contratto con un manager. Nel 2002 è protagonista nel videoclip di Thoughtless, brano musicale della band nu metal Korn, e in White trash beautiful di Everlast. Paul ha recitato inoltre nei film Costi quel che costi (2000), Help! I'm a Fish (2001), K-PAX (2001), National Lampoon's Van Wilder (2002), Bad Girls (2005), Choking Man (2006), Mission: Impossible III (2006), The Last House on the Left (2009). Ha interpretato "Weird Al" Yankovic nel film del 2010 Funny or Die Weird: The Al Yankovic Story e apparve in varie serie televisive come Una famiglia del terzo tipo, The Guardian, CSI: Miami, E.R. - Medici in prima linea, Sleeper Cell, Veronica Mars, X-Files, Ghost Whisperer, Criminal Minds e Bones.
Ha raggiunto la notorietà interpretando il ruolo di Scott Quittman in Big Love, apparendo 14 volte in questa serie. Nel 2008 cominciò a recitare la parte di Jesse Pinkman nella serie televisiva dell'AMC Breaking Bad: il suo personaggio originariamente doveva morire durante la prima stagione, ma dopo aver visto il feeling che c'era tra Paul e l'attore principale Bryan Cranston, il produttore Vince Gilligan cambiò idea e modificò il piano originario per salvare il personaggio. Inoltre Paul ebbe una audizione senza successo per il ruolo del figlio più vecchio Francis in Malcolm. Il suo ruolo in Breaking Bad gli è valso la vittoria di tre premi Emmy, nel 2010, nel 2012 e nel 2014, come miglior attore non protagonista in una serie drammatica.
Paul recitò nel film Smashed, che fu una delle selezioni ufficiali per il Sundance Film Festival 2012. Nel 2012 e 2013 apparve in Tron - La serie, dando voce al personaggio di Cyrus.
Nel settembre 2013 apparve nel video della canzone di Zen Freeman Dance Bitch. Fece una apparizione a sorpresa alla trentanovesima stagione del Saturday Night Live debuttando come "nipote metanfetamina", un parente del personaggio "zio ubriaco" di Bobby Moynihan. Nel 2014 Paul ha recitato in Need for Speed nei panni del protagonista, Tobey Marshall; nonché in Exodus - Dei e re, interpretando il profeta Giosuè.
Nell'agosto del 2013 lavora come produttore e doppiatore in BoJack Horseman, una serie animata dove presta la voce a Todd Chavez, un ragazzo asessuale che avrà un ruolo principale nella storia, fino alla fine della serie nel 2020.
Tra aprile e maggio 2017, inizia a girare il film thriller Welcome Home insieme a Emily Ratajkowski, tra l'Emilia-Romagna e la Toscana e la zona di Todi in Umbria. I due attori interpretano una coppia in crisi, in vacanza in Italia per cercare di raddrizzare il loro rapporto; qui, però, dovranno fare i conti con i piani tutt’altro che amichevoli del proprietario di casa. La regia del film è di George Ratliff per la Voltage Pictures, mentre la sceneggiatura porta la firma di David Levinson.
L'8 novembre 2018 viene confermata la notizia secondo la quale Aaron Paul sarebbe tornato a vestire i panni di Jesse Pinkman in un film tratto dalla serie Breaking Bad, dal titolo El Camino - Il film di Breaking Bad, uscito su Netflix l'11 ottobre 2019.
Nel 2020 diventa uno dei protagonisti della serie televisiva HBO Westworld, esordendo alla terza stagione nel ruolo di Caleb Nicols.
Il 10 luglio 2019 Aaron Paul e Bryan Cranston (l'attore che interpreta Walter White nella serie Breaking Bad) pubblicano un post su Instagram annunciando il lancio della loro tequila, più precisamente mezcal, denominata "Dos Hombres".

## Vita privata
Nel 2001 Paul si fidanzò con l'attrice Samaire Armstrong con la quale, poco tempo prima, aveva lavorato in un episodio di X-Files. Dal 2009 al 2010 è stato fidanzato con l'attrice Jessica Lowndes.
A partire dal 2012 ha iniziato a frequentare la regista Lauren Corinne Parsekian dopo che i due si conobbero al Coachella Music Festival a Indio, California, e iniziarono ad uscire un anno dopo allo stesso festival. Si sono sposati il 26 maggio 2013 in un parco dei divertimenti a Malibù. Dal loro matrimonio nacquero due figli: Story Annabelle (2018) e Ryden Caspian (2022).
Nel 2013 lui e la moglie aiutarono, donando 1,8 milioni di dollari, la Kind Campaign, una organizzazione no-profit antibullismo. I vincitori del contest avrebbero vinto un viaggio all'Hollywood Forever Cemetery per vedere la proiezione dell'episodio finale di Breaking Bad. Durante una cerimonia al famoso teatro egiziano di Boise, il governatore dell’Idaho Butch Otter dichiarò il 1º ottobre Aaron Paul Sturtevant Day.

## Filmografia

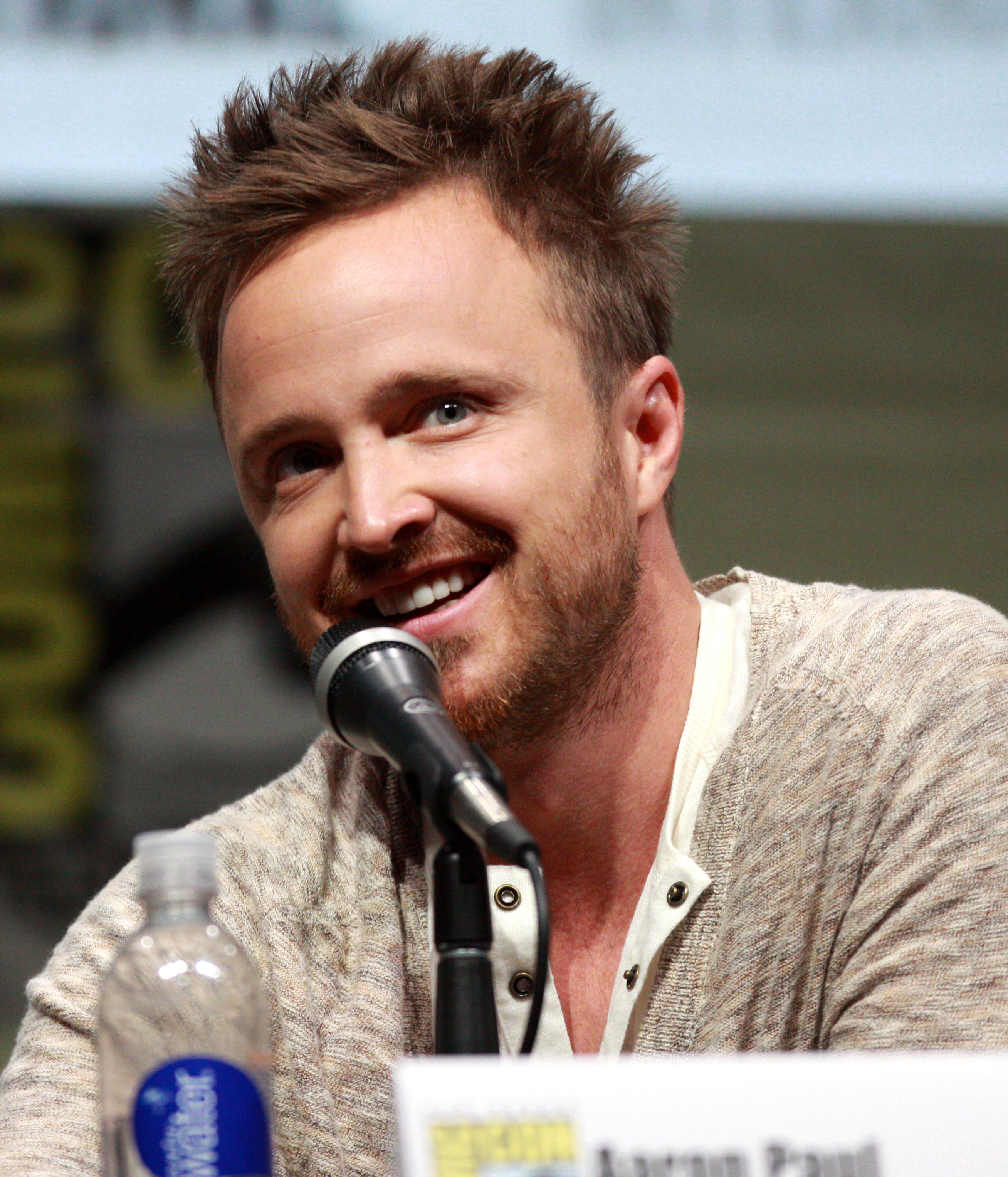
Aaron Paul al San Diego Comic-Con International 2013

### Attore

#### Cinema
- Locust Valley, regia di Peter Lauer (1999)
- Costi quel che costi (Whatever It Takes), regia di David Raynr (2000)
- K-PAX - Da un altro mondo (K-PAX), regia di Iain Softley (2001)
- Maial College (National Lampoon's Van Wilder), regia di Walt Becker (2002) – cameo
- Perfect Opposites, regia di Matt Cooper (2004)
- Bad Girls (Bad Girls from Valley High), regia di John T. Kretchmer (2005)
- Mission: Impossible III, regia di J. J. Abrams (2006)
- Choking Man, regia di Steve Barron (2006)
- Daydreamer, regia di Brahman Turner (2007)
- Say Goodnight, regia di David VonAllmen (2008)
- L'ultima casa a sinistra (The Last House on the Left), regia di Dennis Iliadis (2009)
- Wreckage, regia di John Mallory Asher (2010)
- Smashed, regia di James Ponsoldt (2012)
- Annie Parker (Decoding Annie Parker), regia di Steven Bernstein (2013)
- Hellion, regia di Kat Candler (2014)
- Need for Speed, regia di Scott Waugh (2014)
- Non buttiamoci giù (A Long Way Down), regia di Pascal Chaumeil (2014)
- Exodus - Dei e re (Exodus: Gods and Kings), regia di Ridley Scott (2014)
- Padri e figlie (Fathers and Daughters) regia di Gabriele Muccino (2015)
- Il diritto di uccidere (Eye in the Sky), regia di Gavin Hood (2015)
- Codice 999 (Triple 9), regia di John Hillcoat (2016)
- The 9th Life of Louis Drax, regia di Alexandre Aja (2016)
- Una spia e mezzo (Central Intelligence), regia di Rawson Marshall Thurber (2016)
- Io ti troverò (Come and Find Me), regia di Zack Whedon (2016)
- Welcome Home - Uno sconosciuto in casa (Welcome Home), regia di George Ratliff (2018)
- American Woman, regia di Jake Scott (2018)
- Un'improbabile amicizia (The Parts You Lose), regia di Christopher Cantwell (2019)
- El Camino - Il film di Breaking Bad (El Camino: A Breaking Bad Movie), regia di Vince Gilligan (2019)
- Adam, regia di Michael Uppendahl (2020)
- Dual - Il clone (Dual), regia di Riley Stearns (2022)
- Ash - Cenere mortale (Ash), regia di Flying Lotus (2025)

#### Televisione
- Even the Losers, regia di Sara Gilbert – film TV (1998)
- Beverly Hills 90210 – serie TV, episodio 9x20 (1999)
- Melrose Place – serie TV, episodio 7x30 (1999)
- Susan – serie TV, episodio 3x23 (1999)
- Una famiglia del terzo tipo (3rd Rock from the Sun) – serie TV, episodio 4x24 (1999)
- Get Real – serie TV, episodio 1x20 (2000)
- Eddie, il cane parlante (100 Deeds for Eddie McDowd) – serie TV, episodio 2x04 (2001)
- The Division – serie TV, episodio 1x10 (2001)
- Nikki – serie TV, episodio 1x22 (2001)
- The Guardian – serie TV, episodio 1x05 (2001)
- X-Files (The X-Files) – serie TV, episodio 9x05 (2001)
- Giudice Amy (Judging Amy) – serie TV, episodi 3x11-3x15 (2001-2002)
- NYPD - New York Police Department (NYPD Blue) – serie TV, episodio 9x12 (2002)
- CSI - Scena del crimine (CSI: Crime Scene Investigation) – serie TV, episodio 2x17 (2002)
- Wasted, regia di Stephen Kay – film TV (2002)
- Birds of Prey – serie TV, episodio 1x01 (2002)
- The Snobs, regia di Pamela Fryman – film TV (2003)
- E.R. - Medici in prima linea (ER) – serie TV, episodio 9x12 (2003)
- Kingpin – miniserie TV, episodio 1x02 (2003)
- CSI: Miami – serie TV, episodio 1x20 (2003)
- Sentieri (The Guiding Light) – serial TV, 1 puntata (2003)
- Codice Matrix (Threat Matrix) – serie TV, episodio 1x04 (2003)
- Line of Fire – serie TV, episodio 1x08 (2004)
- Veronica Mars – serie TV, episodio 1x11 (2005)
- Joan of Arcadia – serie TV, episodio 2x18 (2005)
- Point Pleasant – serie TV, episodi 1x01-1x05-1x09 (2005)
- Criminal Minds – serie TV, episodio 1x10 (2005)
- Sleeper Cell – serie TV, episodio 1x01 (2005)
- Bones – serie TV, episodio 1x12 (2006)
- Ghost Whisperer - Presenze (Ghost Whisperer) – serie TV, episodio 1x19 (2006)
- Big Love – serie TV, 14 episodi (2007-2011)
- Breaking Bad – serie TV, 62 episodi (2008-2013)
- The Path – serie TV, 36 episodi (2016-2018)
- Truth Be Told – miniserie TV, 8 puntate (2019-2020)
- Westworld - Dove tutto è concesso (Westworld) – serie TV, 13 episodi (2020-2022)
- Better Call Saul – serie TV, episodi 6x11-6x12 (2022)
- Black Mirror - serie TV, episodio 6x03 (2023)

#### Videoclip
- Thoughtless dei Korn (2002)

### Doppiatore
- Dispatch – videogioco (2025)

#### Cinema
- Aiuto! Sono un pesce (Help! I'm a Fish), regia di Stefan Fjeldmark, Michael Hegner e Greg Manwaring (2000)
- Kingsglaive: Final Fantasy XV, regia di Takeshi Nozue (2016)

#### Televisione
- Breaking Bad: Original Minisodes – serie TV, episodio 2x10 (2010) – Jesse Pinkman
- Robot Chicken: DC Comics Special, regia di Seth Green – film TV (2012)
- Tron - La serie (Tron: Uprising) – serie animata, episodi 1x10-1x13-1x18 (2012-2013)
- BoJack Horseman – serie TV, 77 episodi (2014-2020)
- Black Mirror – serie TV, episodio 4x01 (2017)
- Invincible – serie TV, episodi 3x06 - 3x07 (2025)

### Produttore
- BoJack Horseman – serie TV, 77 episodi (2014-2020)
- The Path – serie TV, 29 episodi (2016-2018)
- Un'improbabile amicizia (The Parts You Lose), regia di Christopher Cantwell (2019)
- El Camino - Il film di Breaking Bad (El Camino: A Breaking Bad Movie), regia di Vince Gilligan (2019)

## Riconoscimenti
- Golden Globe
  - 2014 – Candidatura per il miglior attore non protagonista in una serie per Breaking Bad
- Premio Emmy
  - 2009 – Candidatura per il migliore attore non protagonista in una serie drammatica per Breaking Bad
  - 2010 – Migliore attore non protagonista in una serie drammatica per Breaking Bad
  - 2012 – Migliore attore non protagonista in una serie drammatica per Breaking Bad
  - 2013 – Candidatura per il migliore attore non protagonista in una serie drammatica per Breaking Bad
  - 2014 – Migliore attore non protagonista in una serie drammatica per Breaking Bad
- Screen Actors Guild Award
  - 2012 – Candidatura per il miglior cast di una serie drammatica per Breaking Bad
  - 2013 – Candidatura per il miglior cast di una serie drammatica per Breaking Bad
  - 2014 – Miglior cast in una serie drammatica per Breaking Bad

## Doppiatori italiani
Nelle versioni in italiano delle opere in cui ha recitato, Aaron Paul è stato doppiato da:
- Francesco Pezzulli in Breaking Bad, Black Mirror, Need For Speed, Non buttiamoci giù, Better Call Saul, The 9th Life of Louis Drax, Una spia e mezzo,  The Path, Westworld - Dove tutto è concesso, Welcome Home - Uno sconosciuto in casa, El Camino - Il film di Breaking Bad, Un'improbabile amicizia, Dual - Il clone, Ash - Cenere mortale
- Massimiliano Alto in Smashed, Codice 999, Truth Be Told
- Marco Vivio in Bones, Big Love
- Mirko Mazzanti in Hellion, Io ti troverò
- Fabrizio Vidale in X-Files
- Emiliano Coltorti in E.R. - Medici in prima linea
- Massimo Di Benedetto in Eddie, il cane parlante
- Corrado Conforti in CSI - Scena del crimine
- Angelo Evangelista in The Division
- Alessandro Rigotti in The Guardian
- Francesco Meoni in CSI: Miami
- Andrea Lavagnino in Bad Girls
- David Chevalier in Point Pleasant
- Davide Perino in Criminal Minds
- Gianluca Crisafi in Sleeper Cell
- Gianluca Tusco in Ghost Whisperer - Presenze
- Francesco Venditti in Mission: Impossible III
- Roberto Gammino in L'ultima casa a sinistra
- Simone D'Andrea in Annie Parker
- Stefano Crescentini in Exodus - Dei e re
- Adriano Giannini in Padri e figlie
- Alessio Cigliano ne Il diritto di uccidere
- Davide Albano in American Woman

Da doppiatore è sostituito da:
- Paolo Vivio in Aiuto! Sono un pesce
- Andrea Lavagnino in BoJack Horseman
- Giuliano Bonetto in Kingsglaive: Final Fantasy XV